# Dorothy Uhnak
Dorothy Uhnak, z d. Goldstein (ur. 24 kwietnia 1930 w Nowym Jorku, zm. 8 lipca 2006 w Greenport w stanie Nowy Jork) – amerykańska pisarka powieści kryminalnych.

## Życiorys
Uczęszczała do City College i John Jay College of Criminal Justice. 
Przez 14 lat pracowała jako policjantka (z czego 12 jako detektyw) w New York City Transit Police. 
W 1964 opublikowała autobiografię Policewoman (Policjantka). Cztery lata później zadebiutowała jako powieściopisarka książką The Bait. W 1969 powieść ta została wyróżniona – przyznawaną przez Mystery Writers of America – Nagrodą im. Edgara Allana Poego w kategorii: „Najlepsza pierwsza powieść autora amerykańskiego”. Książka The Bait została sfilmowana w 1973 jako thriller telewizyjny o tym samym tytule.
Na podstawie powieści The Investigation (Śledztwo) został zrealizowany w 1987 pełnometrażowy film z porucznikiem Kojakiem – Kojak: The Price of Justice (Kojak: Cena sprawiedliwości). Książka False Witness (Fałszywy świadek) również została sfilmowana. Na jej podstawie powstał w 1989 tak samo zatytułowany film telewizyjny, w którym główne role zagrali: Phylicia Rashad i Philip Michael Thomas.
Dorothy Uhnak zmarła w lipcu 2006 – według raportu policji – wskutek umyślnego przedawkowania narkotyków.

## Twórczość
- 1964 Policewoman (Policjantka, 2001)
- 1968 The Bait
- 1969 The Witness
- 1970 The Ledger
- 1973 Law and Order (Policjanci, 1977)
- 1977 The Investigation (Śledztwo, 1982)
- 1981 False Witness (Fałszywy świadek, 1997)
- 1986 Victims (Ofiary, 1992)
- 1993 The Ryer Avenue Story (Cień Ryer Avenue, 1996)
- 1997 Codes of Betrayal